# Абрамов, Рудольф Фёдорович
Рудольф Фёдорович Абрамов (16 августа 1934 — 2012, Москва) — советский и российский художник.

## Биография
Родился 16 августа 1934 года. Согласно автобиографии Абрамова, его отец, ушедший добровольцем на фронт, погиб.
Учился на вечернем отделении в Училище памяти 1905 года.
Член Союза художников СССР. Член МОСХ. О себе Абрамов писал: « Много лет работал художником-оформителем. Затем в цехе монументальной живописи КДОИ художником-исполнителем. Работая одновременно в мастерской промграфики в КГИ, нашел для себя счастливую форму сочетания при выполнении работ опыта инженера-экспериментатора, исследователя в прошлом и художника. Ныне работаю в комбинате живописного искусства».
В 1970-е годы создавал произведения на спортивные темы, в частности, создал известную серию работ на тему хоккея. Пишет регбистов, фехтовальщиков, дзюдоистов. К Московской олимпиаде 1980 года выполнил ряд живописных произведений. Также сохранился ряд его городских пейзажей. «Истоки живописной манеры Р. Абрамова лежат в пластических традициях русского сезаннизма, что соединяет его с обширной группой мастеров московской школы».
Абрамов сам являлся спортсменом — регбистом. Мастер спорта (1972).
В зрелом возрасте резко переменил стиль.
Точная дата смерти не ясна. Мумифицированное тело старика-художника было обнаружено после вскрытия его квартиры 25 января 2013 года. Сама квартира в Филях стала предметом судебного разбирательства в связи с отсутствием прямых наследников и подложным завещанием.